# Campionati mondiali di karate 1998
La 14ª edizione del campionato mondiale di karate si è svolta a Rio de Janeiro nel 1998. Hanno partecipato 720 karateka provenienti da 75 paesi.

## Medagliere
| Posizione | Nazione        | Oro | Argento | Bronzo | Totale |
| --------- | -------------- | --- | ------- | ------ | ------ |
| 1         | Francia        | 5   | 4       | 2      | 11     |
| 2         | Giappone       | 5   | 1       | 2      | 8      |
| 3         | Turchia        | 2   | 0       | 3      | 5      |
| 4         | Regno Unito    | 1   | 2       | 3      | 6      |
| 5         | Spagna         | 1   | 1       | 6      | 8      |
| 6         | Germania       | 1   | 1       | 4      | 6      |
| 7         | Brasile        | 1   | 1       | 1      | 3      |
| 8         | Grecia         | 1   | 0       | 0      | 1      |
| 9         | Italia         | 0   | 1       | 4      | 5      |
| 10        | Finlandia      | 0   | 1       | 1      | 2      |
| 10        | Iran           | 0   | 1       | 1      | 2      |
| 12        | Australia      | 0   | 1       | 0      | 1      |
| 12        | Stati Uniti    | 0   | 1       | 0      | 1      |
| 12        | Cecoslovacchia | 0   | 1       | 0      | 1      |
| 12        | Venezuela      | 0   | 1       | 0      | 1      |
| 16        | Belgio         | 0   | 0       | 1      | 1      |
| 16        | Croazia        | 0   | 0       | 1      | 1      |
| 16        | Danimarca      | 0   | 0       | 1      | 1      |

## Podi

### Kata
| Posizione | Karateka      |
| --------- | ------------- |
| 1         | Ryoke Abe     |
| 2         | Michaël Milon |
| 3         | A. Hernández  |

| Posizione | Karateka          |
| --------- | ----------------- |
| 1         | Atsuko Wakai      |
| 2         | Myriam Szkudlarek |
| 3         | Roberta Sodero    |

| Posizione | Nazione  |
| --------- | -------- |
| 1         | Giappone |
| 2         | Italia   |
| 3         | Francia  |

| Posizione | Nazione     |
| --------- | ----------- |
| 1         | Giappone    |
| 2         | Stati Uniti |
| 3         | Spagna      |

### Kumite
| Posizione | Karateka       |
| --------- | -------------- |
| 1         | David Luque    |
| 2         | J. Barst       |
| 3         | Francesco Ortu |
| 3         | Hakan Yagli    |

| Posizione | Karateka           |
| --------- | ------------------ |
| 1         | Alexandre Biamonti |
| 2         | Jean Carlos Peña   |
| 3         | J. Puertas         |
| 3         | C. Vieina          |

| Posizione | Karateka      |
| --------- | ------------- |
| 1         | Halgun Alagas |
| 2         | Samad Azadi   |
| 3         | J. Lefevre    |
| 3         | Shisua Shiina |

| Posizione | Karateka         |
| --------- | ---------------- |
| 1         | David Félix      |
| 2         | A. Pinto         |
| 3         | A. Busk          |
| 3         | Gennaro Talarico |

| Posizione | Karateka        |
| --------- | --------------- |
| 1         | Gilles Cherdieu |
| 2         | A. Chateriadeh  |
| 3         | Zeynel Celik    |
| 3         | Wayne Otto      |

| Posizione | Karateka         |
| --------- | ---------------- |
| 1         | Marc Haubold     |
| 2         | Yasumasa Shimizu |
| 3         | Davide Benetello |
| 3         | Oscar Olivares   |

| Posizione | Karateka                  |
| --------- | ------------------------- |
| 1         | Konstantinos Papadopoulos |
| 2         | M. Fernández              |
| 3         | A. Katiraei               |
| 3         | Leon Walters              |

| Posizione | Karateka      |
| --------- | ------------- |
| 1         | Hiromi Masama |
| 2         | Sari Laine    |
| 3         | N. Jacobs     |
| 3         | Nadia Mecheri |

| Posizione | Karateka            |
| --------- | ------------------- |
| 1         | Jillian Toney       |
| 2         | Nathalie Leroy      |
| 3         | Marianne Tarva      |
| 3         | Alexandra Witteborn |

| Posizione | Karateka         |
| --------- | ---------------- |
| 1         | Laurence Fischer |
| 2         | Laurene Bevaart  |
| 3         | I. Nabeki        |
| 3         | J. Nagel         |

| Posizione | Karateka     |
| --------- | ------------ |
| 1         | M. Maja      |
| 2         | P. Piskacová |
| 3         | Yıldız Aras  |
| 3         | T. Weekes    |

| Posizione | Nazione     |
| --------- | ----------- |
| 1         | Francia     |
| 2         | Regno Unito |
| 3         | Germania    |
| 3         | Spagna      |

| Posizione | Nazione     |
| --------- | ----------- |
| 1         | Turchia     |
| 2         | Regno Unito |
| 3         | Croazia     |
| 3         | Spagna      |

## Fonti
- (EN) Sito della Federazione Mondiale di Karate, su wkf.net.